# Tolueno
El tolueno, metilbenceno o fenilmetano (C6H5CH3) es un hidrocarburo de tipo aromático que se produce a partir del benceno. Con el tolueno puede fabricarse TNT, colorantes, detergentes y productos aromáticos, entre otros artículos.
Esta sustancia puede hallarse en la naturaleza en árboles del género Myroxylon y en el petróleo crudo. Además, puede obtenerse mediante distintos procesos industriales. Anualmente, se producen unos cinco millones de toneladas de tolueno.
Algunas propiedades del tolueno son las siguientes: 
-No es soluble en agua. 
-Tiene el punto de ebullición en los 111 °C. 
-Su punto de inflamación se ubica en los 4 °C. 
-El punto de fusión se halla a los –95 °C. 
-Como medidas de seguridad necesarias, quienes estén en contacto con tolueno deben llevar siempre guantes y ropa de protección. El producto debe permanecer alejado de los niños y, en caso de que sea ingerido, es preciso trasladar de manera inmediata a la persona al hospital más cercano. 
Su nombre deriva del bálsamo de Tolú extraído del árbol Myroxylon balsamum, que Henri Etienne Sainte-Claire Deville obtuvo por primera vez en 1844 mediante destilación seca.

## Otras propiedades
- Densidad óptica nD20: 1,4961
- Relación Rayleigh: 1,3522 x 10-5 cm-1
- Densidad de vapor: 3,14
- Presión de vapor (a 30 °C): 3,7 kPa
- Índice de refracción (a 20 °C): 1.4967
- Límites de explosividad: 1,27-7 % (en volumen en el aire)
- Presión crítica: 40,55 atm
- Volumen crítico: 0,317 L/mol
- Calor de combustión (a 25 °C y presión constante): 934,5 kcal/mol
- Calor de vaporización (a 35 °C): 9,08 kcal/mol.
- Capacidad calorífica (cal/g K): 0,2688 (gas ideal), 0,47 (líquido a 1 atm. 100 °C)
- Tensión superficial (mN/m): 27,92 (a 25 °C)
- Calor de formación (kcal/mol): 11,950 (gas), 2,867 (líquido).
- Energía libre de formación (kcal/K): 22,228 (gas), 27,282 (líquido)
- Constante dieléctrica: 2.38 a 25 °C a veces hasta 29 °C
- Momento dipolar químico: 0.31 D a 20 °C
- Viscosidad: 0.59 cP a 20 °C y no se puede hervir a
- Solubilidad en agua: 0.052 % a 25 °C
- Solubilidad de agua en tolueno: 0.033 % a 25 °C

## Síntesis
Existe en forma natural en el petróleo crudo y en el árbol tolú. También se produce durante la manufactura de gasolina y de otros combustibles a partir de petróleo crudo y en la manufactura de coque a partir de carbón 
Químicamente se genera en el ciclo de hidrogenación del n-heptano en presencia de catalizadores y pasando por el metilheptano. Además, se obtiene como subproducto en la generación de etileno y de propeno. 

## Aplicaciones
El tolueno se adiciona a los combustibles (como antidetonante) y como disolvente para pinturas, revestimientos, caucho, resinas, diluyente en lacas nitrocelulósicas y en adhesivos. Se utiliza en la manufactura de ácido benzoico, benzaldehído y otros compuestos orgánicos.
El tolueno es el producto de partida en la síntesis del TNT (2,4,6-trinitrotolueno), un conocido explosivo. De igual modo, es un disolvente ampliamente empleado en síntesis. También se puede utilizar en la fabricación de colorantes.

## Toxicidad
El tolueno es una sustancia nociva, aunque su toxicidad es muy inferior a la del benceno. Los epóxidos generados en la oxidación del anillo aromático al que se atribuye el poder cancerígeno del benceno solo se forman en una proporción inferior al 5 %.
El tolueno se comporta como depresor del sistema nervioso central y periférico. En la exposición crónica, no hay un solo tejido u órgano blanco, sino varios, como hígado y riñón. Puede ser causante de pérdidas auditivas, hepatopatías, tubolopatía proximal y distal, ataxia, temblores y alteraciones del comportamiento, así como de polineuropatías.Los vapores de tolueno presentan un ligero efecto narcótico e irritan los ojos. Inhalar niveles altos de tolueno durante un período breve puede hacer que uno se sienta mareado o somnoliento. Puede causar, además, pérdida del conocimiento y, en casos extremos, la muerte. El cuerpo elimina el tolueno en forma de ácido benzoico y ácido hipúrico. 
La concentración máxima permitida de los vapores del tolueno en los lugares de trabajo es de 50 ppm (partes por millón) (192 mg/m³).
El tolueno es biodegradable, hecho que se aprovecha, por ejemplo, en los biofiltros para la eliminación de sus vapores. Sin embargo, presenta cierta toxicidad sobre la vida acuática y, por lo tanto, es catalogado como sustancia peligrosa para estos sistemas.

## Reactividad

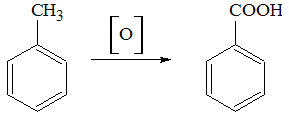
ossidazione del toluene a ácido benzoico

En condiciones normales el tolueno es estable. Con oxidantes fuertes —por ejemplo, una disolución ácida de permanganato potásico (KMnO4)— el grupo metilo es oxidado, pasando por productos intermedios como el alcohol bencílico y el benzaldehído, para dar, finalmente, ácido benzoico. La misma reacción se puede llevar a cabo de forma catalítica con oxígeno como oxidante o mediante óxidos de nitrógeno en fase de vapor.
Además, el grupo metil puede ser atacado por reactivos radicalarios como el bromo. Esta sustitución en el grupo alquílico es favorecida por irradiación y/o elevadas temperaturas. Generalmente esta reacción se realiza en el laboratorio calentando a reflujo al lado de una bombilla de potencia suficiente y añadiendo lentamente bromo elemental. En esta reacción se libera, además, ácido bromhídrico como subproducto. Según la cantidad de bromo empleado, se puede obtener el bromuro de bencilo, el dibromometilbenceno o el tribromometilbenceno.
El anillo fenílico es atacado preferentemente por electrófilos, preferente en posición 2 y 4 al grupo metilo. Así se obtiene con una mezcla de ácido nítrico y ácido sulfúrico, según las condiciones, el 4-nitrotolueno, el 2,4-dinitrotolueno o el 2,4,6-trinitrotolueno. Con el bromo se consigue una sustitución del anillo fenílico en frío y en presencia de un catalizador (generalmente un ácido de Lewis, como el tribromuro de hierro FeBr3).